# 昂日耶夫尔河畔加尔纳
昂日耶夫尔河畔加尔纳（法語：Garnat-sur-Engièvre，法語發音：[ɡaʁna syʁ ɑ̃ʒjɛvʁ]）是法国阿列省的一个市镇，属于穆兰区。

## 地名
《世界地名译名词典》将其纯音译作“加尔纳叙昂日耶夫尔”，虽然“sur”后接非河名的时候地名需纯音译，不过此处的“昂日耶夫尔”确实是一条河流的名称。

## 地理
昂日耶夫尔河畔加尔纳（46°38'1"N, 3°39'47"E）面积18.74 平方千米，位于法国奥弗涅-罗讷-阿尔卑斯大区阿列省，该省份为法国中部省份，北起涅夫勒省、西北接谢尔省，西南至克勒兹省，南至多姆山省，东南临卢瓦尔省，东临索恩-卢瓦尔省。
与昂日耶夫尔河畔加尔纳接壤的市镇（或旧市镇、城区）包括：博隆、帕赖勒弗雷西勒、圣马丹德莱、波旁朗西、莱姆。
昂日耶夫尔河畔加尔纳的时区为UTC+01:00、UTC+02:00（夏令时）。

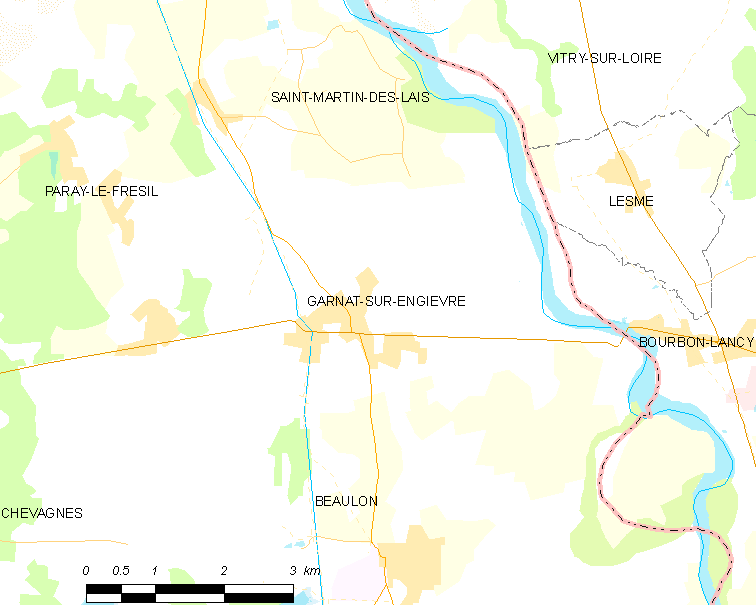
昂日耶夫尔河畔加尔纳的OSM定位图

## 行政
昂日耶夫尔河畔加尔纳的邮政编码为03230，INSEE市镇编码为03120。

## 政治
昂日耶夫尔河畔加尔纳所属的省级选区为贝布尔河畔栋皮埃尔县。

## 人口

1962-2008年间昂日耶夫尔河畔加尔纳人口变化图示

昂日耶夫尔河畔加尔纳于2022年1月1日时的人口数量为672人。